# Reddito nazionale lordo
In economia, il reddito nazionale lordo (abbreviato RNL) è una grandezza macroeconomica che viene calcolata sommando al prodotto interno lordo (PIL) di un paese, o sottraendo da esso, vari flussi di reddito tra paesi.
Perché sia possibile passare dal PIL di una nazione al suo RNL è necessario operare alcune aggiunte al PIL:
- profitti che le imprese percepiscono all'estero e che rimettono (inviano cioè nel proprio mercato);
- tutti i salari e gli stipendi che i cittadini percepiscono all'estero e che rimettono;
- ogni altro reddito da investimenti all'estero che imprese o famiglie percepiscono e rimettono;
- gli aiuti eventuali ricevuti dalla nazione.

È necessario però effettuare anche delle riduzioni:
- profitti che sono realizzati nella nazione da imprese non locali e rimpatriati;
- i salari e gli stipendi che sono percepiti da persone non indigene residenti nella nazione e rimessi;
- tutti i redditi da investimenti che sono percepiti da investitori esteri nella nazione e rimessi all'estero;
- tutti i pagamenti per aiuti all'estero effettuati dalla nazione.